# Zaza Ourouchadze
Zaza Ourouchadze (en géorgien : ზაზა ურუშაძე), né le 30 octobre 1966 à Tbilissi en Géorgie (à l'époque en URSS) et mort le 7 décembre 2019, est un réalisateur et scénariste géorgien.

## Biographie
Zaza Ourouchadze est le fils d'un célèbre gardien de but géorgien, ayant joué dans l'équipe soviétique, Ramaz Ourouchadze. Il fait ses débuts à l'écran en 1981, dans le film მე მოვედი (Je suis arrivé) sous la direction d'Aleko Ninua.
Il sort diplômé de la Faculté de cinéma et de télévision de l'Université d'État de théâtre et de cinéma Chota Roustavéli de Tbilissi en 1988 et écrit en 1989 son premier scénario : მათთვის, ვინც მამა მიათოვა (Pour ceux que le père a abandonné).
Il enchaine ensuite les réalisations, dont
- აქ თენდება (ça y est) (1998), proposé aux Oscars[3],
- ცხელი ძაღლი (Le chien chaud), série de 2003 à 2009,
- სამი სახლი (Trois Maisons) (2008), où il joue un rôle[3],
- დარჩი ჩემთან (Reste avec moi)  (2011)
- ბოლო გასეირნება (À la fin il s'arrêter) (2012)
- მანდარინები, Mandarines (Tangerines en anglais) (2013), qui remporte le prix du meilleur film estonien au festival du film Nuits noires de Tallinn 2013[4]. En 2014, il est élu Grand Prix du Jury lors de la seconde édition du Festival International War on Screen. Le film est ensuite nommé pour le Golden Globe du meilleur film en langue étrangère. Représentant de la Géorgie aux Oscars[5], Tangerines est également nommé à l'Oscar du meilleur film en langue étrangère au cours des Oscars du cinéma 2015[6]. La même année, il est élu Grand Prix du Jury lors de la seconde édition du Festival International War on Screen.

Il devient membre de l'Academy of Motion Picture Arts and Sciences en 2015.
Zaza Ourouchadze meurt d'une attaque cardiaque le 7 décembre 2019 en Géorgie

## Filmographie

### En tant que réalisateur et scénariste
- 1989 : Mattvis vints mamam miatova (moyen métrage)
- 1998 : Ak tendeba
- 2008 : Sami Sakhli
- 2012 : Bolo Gaseirneba (le scénario de ce film est signé par Uta Beria, Levan Korinteli, Nutsa Kukhianidze, Guka Rcheulishvili, Irakli Solomonashvili)
- 2013 : Mandarines (en anglais Tangerines, en géorgien : მანდარინები ; en estonien : Mandariinid)
- 2017 : The Confession
- 2019 : Anton

### En tant qu'acteur
- 1981 : Me movedi, téléfilm soviéto-géorgien réalisé par Aleko Ninua